# Maksym Kalenčuk
Maksym Mykolajovyč Kalenčuk (in ucraino Максим Миколайович Каленчук?; Donec'k, 5 dicembre 1989) è un ex calciatore ucraino, di ruolo centrocampista.

## Carriera
Ha giocato nella prima divisione ucraina ed in quella bielorussa.